# Стрела (шхуна, 1829)
«Стрела» — парусная шхуна Балтийского флота Российской империи, находившаяся в составе флота с 1829 по 1831 год, одна из четырёх шхун типа «Вихрь».

## Описание судна
Парусная шхуна с деревянным корпусом, одна из четырёх шхун типа «Вихрь». Длина шхуны между перпендикулярами составляла 24,4 метра, ширина без обшивки — 6,7 метра, а осадка — 2,7 метра. Вооружение судна состояло из 14-ти орудий.
Экипаж шхуны состоял из 50—54 человек, включавших на момент крушения командира в звании лейтенанта, двух мичманов, штурмана в звании кондуктора, трёх кадетов и 47 нижних чинов. Командиром шхуны все время её службы в составе Российского императорского флота с 1829 по 1831 год служил лейтенант М. Е. Шалухин.

## История службы
Шхуна «Стрела» была заложена на стапеле Лодейнопольской верфи 19 (31) мая 1829 года и после спуска на воду 3 (15) сентября 1829 года вошла в состав Балтийского флота России.  Строительство вёл кораблестроитель подпоручик Корпуса корабельных инженеров Н. И. Федоров. Осенью того же года перешла из Лодейного Поля в Санкт-Петербург.
В 1830 году выходила в практические плавания в Финский и Ботнический заливы в составе отрядов. В кампанию 1831 года находилась в плавании в составе мелких судов под общим командованием контр-адмирала А. П. Лазарева. По пути из Ботнического залива к мысу Дагерорт в ночь на 20 августа (1 сентября) 1831 года попала в шторм и, отбившись от отряда, пропала без вести. На поиски шхуны были отправлены бриги «Феникс» и «Усердие», но следов пропавшего судна найти не удалось.
Вместе со шхуной погибли командир шхуны лейтенант М. Е. Шалухин, мичманы Александр Черноглазов и П. Е. Андреев, кондуктор Корпуса флотских штурманов Тихон Травин, три кадета Корпуса флотских штурманов и 47 нижних чинов.